# 월하의 맹서
《월하의 맹서》(月下의 盟誓)는 조선 총독부에서 자금을 댄 목적성 영화이며, 1923년 처음 상영되었다. 흑백 35밀리로 촬영된 무성 영화이다. 《월하의 맹서》는 윤백남이 첫 번째 각본, 감독한 작품으로 민중극단 단원들이 대거 출연하였다. 이때 윤백남은 민중극단 단원이었던 이월화를 여주인공으로 발탁하였다.

## 줄거리
영득과 정순은 정혼한 사이였다. 서울에서 공부하고 돌아온 영득은 노름판과 술집에서 나날을 허송한다. 그의 방탕성은 결국 패가망신(敗家亡身)의 지경까지 몰고 간다. 이때 정순의 부친이 알뜰하게 저축해 두었던 돈을 찾아 영득의 부채를 갚아 준다. 영득은 크게 뉘우쳐 마음을 바로 잡았고, 그 후 새 사람이 되어 정순과 단란한 보금자리를 꾸민다.

## 개요
이 영화는 한국의 무성영화 시대를 개막하는 것과 같은 성격을 띤 영화다. 다만 일제시 조선총독부 내 체신국에서 저축장려를 위해 만든 일종의 문화영화였다는 점과, 전국에 무료상연을 했다는 점은 특기할 수 있겠다. 작품의 성격은 계몽영화에 속했고, 이 영화로 인해 이월화·권일청이 처음으로 은막에 등장했다. 1919년에 김도산(金陶山)이 감독한 <의리적 구투(義理的仇鬪)>가 연쇄극의 성격을 탈피하지 못한 영화였기 때문에 어느 의미에서는 <월하의 맹서>부터를 한국영화의 첫 번째 작품으로 꼽을 만큼 사적 의미를 지닌 작품이다.

## 역사적 의의
《월하의 맹서》는 한국 영화사에 한 획을 그은 기념비적 작품이다.
《월하의 맹서》는 조선 총독부에서 자금을 대었다는 점을 제외한다면, 처음부터 끝까지 모든 과정을 한국인이 손수 만든 최초의 영화이고, 전체가 극영화(劇映畵)로 된 작품이다. 이전에도 십여 편의 영화가 있었는데, 연극 실연과 영화가 반복되는 연쇄극(連鎖劇)이었다. 이때 연극 실연이 주가 되고 연극의 무대 장치로 나타내기 어려운 장면을 찍어 영화로 보여주었다.
주연 배우가 있고 줄거리가 있는 최초의 극영화이며, 여자 주인공 역할을 실제 여배우가 맡은 최초의 영화이다(→이월화). 그 전까지는 여자 역할은 남자가 분장해서 하였고, 그 시절에 여배우는 당연히 ‘여자 연극배우’를 가리켰다.

## 출연
- 이월화 (주연)
- 권일청 (주연)
- 송해천
- 안세민

## 참고 문헌
- 이 문서에는 다음커뮤니케이션(현 카카오)에서 GFDL 또는 CC-SA 라이선스로 배포한 글로벌 세계대백과사전의 "월하의 맹세" 항목을 기초로 작성된 글이 포함되어 있습니다.